# Rypin
Rypin (germană Rippin) este un oraș în Polonia.

## Sport
- Lech Rypin - echipă de fotbal

## Personalități născute aici
- Yaakov Talmon (1916 - 1980), istoric israelian.